# Wet van Lenz

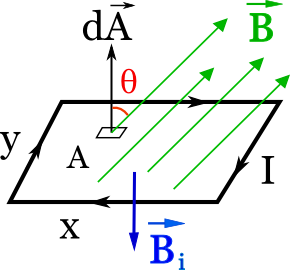
Magnetische flux door een rechthoekige geleidende lus met oppervlakte met tussenhoek in de formule

De wet van Lenz is een natuurkundige wet over elektromagnetisme. De wet stelt dat een veranderende magnetische flux in een elektriciteit geleidende lus een elektrische spanning en daarmee een stroom opwekt die een tegengesteld magnetisch veld veroorzaakt. Een geleidende lus werkt dus een veranderende magneetflux tegen. De wet van Lenz is een gevolg van de inductiewet van Faraday, waarin de tegenwerking tot uiting komt in het minteken.
Deze wet is een kwalitatieve uitspraak van de Baltisch-Duitse natuurkundige Heinrich Lenz uit 1834 en is naar hem genoemd. De beginletter L van Lenz' naam wordt gebruikt als symbool van de grootheid inductantie, de coëfficiënt van zelfinductie.

## Geschiedenis
De originele formulering van Lenz is:
Es wird in dem vor dem Nordpol eines Magneten bewegten Leiter durch elektrodynamische Vertheilung ein galvanischer Strom entstehen, der, wenn man sich in der Art in den bewegten Leiter versetzt, daß man das Gesicht zum Nordpol wendet und sich dabei mit dem Leiter rechts hinbewegt, einen vom Kopf zu den Füßen durchströmt.
Vertaald
In een geleider die voor de noordpool van een magneet beweegt, zal een galvanische stroom ontstaan door de elektrodynamische verdeling, die, als iemand zich zodanig in de bewegende geleider verplaatst, dat men het gezicht naar de noordpool wendt en zich daarbij met de geleider mee naar rechts beweegt, van het hoofd naar de voeten stroomt.
In een modernere en wat meer uitgebreide formulering luidt de wet:
Er wordt in een gesloten stroomkring alleen dan een stroom geïnduceerd, als de magnetische flux door de kring verandert. De richting van de geïnduceerde stroom is zodanig dat het geïnduceerde magnetische veld de verandering van de flux tegenwerkt.

## Toepassingen
- De wet van Lenz vormt het principe van de opwekking van wisselspanning in dynamo's en alternatoren of wisselstroomdynamo's in elektriciteitscentrales enzovoorts.
- Transformator
- Een direct gevolg van de wet van Lenz is tevens dat magnetische velden van twee naastgelegen of concentrische geleiders met tegengestelde stroom elkaar opheffen. Hiermee worden verbindingen gemaakt die zeer ongevoelig zijn voor stoorsignalen van buitenaf zoals bij UTP en coaxkabels.
- Magneetzweeftrein. Magneten in de rails induceren vanwege de wet van Lenz kringstromen in de bewegende trein. Deze stromen veroorzaken een magneetveld, dat tegengesteld is aan het magneetveld van de rail. Door de afstoting van de magneetvelden zweeft de trein. Omgekeerde systemen komen ook voor, waarbij magneten in de trein kringstromen in de baan of rail veroorzaken, met hetzelfde opwaartse effect.

## Formulering met wetten van Maxwell
De wet van Lenz kan gezien worden als een gevolg van de vierde wet van Maxwell, ook wel inductiewet van Faraday genoemd, die stelt dat een veranderend magneetveld een elektrisch veld opwekt. In de vectorformulering van Heaviside luidt deze wet van Maxwell
{\displaystyle \nabla \times E+{\frac {\partial B}{\partial t}}=0}
Daarin is:
| {\displaystyle \nabla \times }                  | de vectorrotatie              |
| {\displaystyle E}                               | de elektrische veldsterkte    |
| {\displaystyle {\frac {\partial }{\partial t}}} | de partiële tijdsafgeleide en |
| {\displaystyle B}                               | het magnetische veld          |
Door toepassing van de stelling van Stokes wordt de volgende integraalvorm gevonden, die tot de bovengenoemde formule voor een winding leidt:
{\displaystyle \oint _{\partial A}E\mathrm {d} s=-\iint _{A}{\frac {\partial B}{\partial t}}\,\mathrm {d} A=-{\frac {\mathrm {d} {\mathit {\Phi }}_{B}}{\mathrm {d} t}}=U_{\text{ind}}}
met
| {\displaystyle \mathrm {d} s}         | de infinitesimale verandering van de plaatsvector {\displaystyle s} langs de rand {\displaystyle \partial A} van het oppervlak {\displaystyle A} |
| {\displaystyle A}                     | het oppervlak waarover geïntegreerd wordt |
| {\displaystyle \mathrm {d} A}         | een infinitesimaal oppervlakte–element |
| {\displaystyle {\mathit {\Phi }}_{B}} | de magnetische flux en |
| {\displaystyle U_{\mathrm {ind} }}    | de elektrische inductiespanning, |